# Collegio uninominale Lombardia - 12
Il collegio elettorale uninominale Lombardia - 12 è stato un collegio elettorale uninominale della Repubblica Italiana per l'elezione del Senato tra il 2017 ed il 2022.

## Territorio
Come previsto dalla legge elettorale italiana del 2017, il collegio era stato definito tramite decreto legislativo all'interno della circoscrizione Lombardia.
Era formato dal territorio di 141 comuni: Adrara San Martino, Adrara San Rocco, Albano Sant'Alessandro, Albino, Algua, Almè, Alzano Lombardo, Ardesio, Averara, Aviatico, Azzano San Paolo, Azzone, Bergamo, Berzo San Fermo, Bianzano, Borgo di Terzo, Bossico, Bracca, Branzi, Camerata Cornello, Carona, Casazza, Casnigo, Cassiglio, Castelli Calepio, Castione della Presolana, Castro, Cazzano Sant'Andrea, Cenate Sopra, Cenate Sotto, Cene, Cerete, Clusone, Colere, Colzate, Cornalba, Costa Serina, Costa Volpino, Credaro, Curno, Cusio, Dalmine, Dossena, Endine Gaiano, Entratico, Fino del Monte, Fiorano al Serio, Fonteno, Foppolo, Foresto Sparso, Gandellino, Gandino, Gandosso, Gaverina Terme, Gazzaniga, Gorle, Gorno, Gromo, Grone, Grumello del Monte, Isola di Fondra, Lallio, Leffe, Lenna, Lovere, Luzzana, Mezzoldo, Moio de' Calvi, Monasterolo del Castello, Montello, Mozzo, Nembro, Olmo al Brembo, Oltre il Colle, Oltressenda Alta, Oneta, Onore, Ornica, Paladina, Parre, Parzanica, Pedrengo, Peia, Pianico, Piario, Piazza Brembana, Piazzatorre, Piazzolo, Ponte Nossa, Ponte San Pietro, Ponteranica, Pradalunga, Predore, Premolo, Ranica, Ranzanico, Riva di Solto, Rogno, Roncobello, Rovetta, San Giovanni Bianco, San Paolo d'Argon, San Pellegrino Terme, Santa Brigida, Sarnico, Scanzorosciate, Schilpario, Sedrina, Selvino, Seriate, Serina, Solto Collina, Songavazzo, Sorisole, Sovere, Spinone al Lago, Stezzano, Taleggio, Tavernola Bergamasca, Torre Boldone, Torre de' Roveri, Trescore Balneario, Treviolo, Valbondione, Valbrembo, Valgoglio, Valleve, Valnegra, Valtorta, Vedeseta, Vertova, Viadanica, Vigano San Martino, Vigolo, Villa d'Almè, Villa di Serio, Villa d'Ogna, Villongo, Vilminore di Scalve, Zandobbio, Zogno.
Il collegio era parte del collegio plurinominale Lombardia - 02.

## Eletti
| Elezione | Elezione | Senatore                 | Partito      |
| -------- | -------- | ------------------------ | ------------ |
|          | 2018     | Maria Alessandra Gallone | Forza Italia |

## Dati elettorali

### XVIII legislatura
Come previsto dalla legge elettorale, 116 senatori erano eletti con sistema a maggioranza relativa in altrettanti collegi uninominali a turno unico.
| Candidati              | Candidati                          | Voti    | %     | Liste                    | Voti    | %     |
| ---------------------- | ---------------------------------- | ------- | ----- | ------------------------ | ------- | ----- |
|                        | Maria Alessandra Gallone ✔️ Eletto | 173 678 | 52,35 | Lega                     | 113 171 | 34,11 |
| Forza Italia           | Maria Alessandra Gallone ✔️ Eletto | 173 678 | 52,35 | 42 520                   | 12,82   |       |
| Fratelli d'Italia      | Maria Alessandra Gallone ✔️ Eletto | 173 678 | 52,35 | 15 387                   | 4,64    |       |
| Noi con l'Italia - UDC | Maria Alessandra Gallone ✔️ Eletto | 173 678 | 52,35 | 2 600                    | 0,78    |       |
|                        | Livia Marcassoli                   | 85 163  | 25,67 | Partito Democratico      | 73 027  | 22,01 |
| +Europa                | Livia Marcassoli                   | 85 163  | 25,67 | 8 913                    | 2,69    |       |
| Italia Europa Insieme  | Livia Marcassoli                   | 85 163  | 25,67 | 1 700                    | 0,51    |       |
| Civica Popolare        | Livia Marcassoli                   | 85 163  | 25,67 | 1 523                    | 0,46    |       |
|                        | Attilio Pizzigoni                  | 54 519  | 16,43 | Movimento 5 Stelle       | 54 519  | 16,43 |
|                        | Emilia Magni                       | 7 425   | 2,24  | Liberi e Uguali          | 7 425   | 2,24  |
|                        | Francesco Macario                  | 3 018   | 0,91  | Potere al Popolo!        | 3 018   | 0,91  |
|                        | Angela Scognamiglio                | 2 975   | 0,90  | Il Popolo della Famiglia | 2 975   | 0,90  |
|                        | Renato Santin                      | 2 612   | 0,79  | CasaPound                | 2 612   | 0,79  |
|                        | Marcello Serughetti                | 2 052   | 0,62  | Italia agli Italiani     | 2 052   | 0,62  |
|                        | Monica Romano                      | 309     | 0,09  | PRI - ALA                | 309     | 0,09  |
| Totale                 | Totale                             | 331 751 | 100   |                          | 331 751 | 100   |
|                        |                                    |         |       |                          |         |       |
| Voti non validi        | Voti non validi                    | 9 918   | 2,90  |                          |         |       |
| Votanti                | Votanti                            | 341 669 | 80,37 |                          |         |       |
| Elettori               | Elettori                           | 425 102 |       |                          |         |       |